# CHSJ-FM
CHSJ-FM est une station de radio canadienne située à Saint-Jean au Nouveau-Brunswick appartenant à Acadia Broadcasting (en) et diffusant principalement de la musique country à la fréquence 94,1 MHz sur la bande FM.

## Histoire
La station a été lancée sous CFBO en mars 1928. En 1934, elle devient CHSJ et est affiliée à Canadian Radio Broadcasting Commission (en) jusqu'en 1936, où elle rejoint le réseau CBC. Une station-sœur, CHSJ-FM, a existé de 1947 à 1954.
CHSJ a changé quatre fois de fréquence sur la bande AM, dont 700 kHz approuvé en 1987. En 1997, le CRTC accepte la demande de convertir sur la bande FM.